# Linia kolejowa Čejč – Ždánice
Linia kolejowa Čejč – Ždánice (Linia kolejowa nr 256 (Czechy)) – nieczynna jednotorowa, niezelektryfikowana linia kolejowa o znaczeniu regionalnym w Czechach. Łączy Čejč z Ždánicami. Przebiega w całości przez terytorium Kraju południowomorawskiego.